# Trachymyrmex septentrionalis
Trachymyrmex septentrionalis är en myrart som först beskrevs av Mccook 1881.  Trachymyrmex septentrionalis ingår i släktet Trachymyrmex och familjen myror. Inga underarter finns listade i Catalogue of Life.

## Bildgalleri

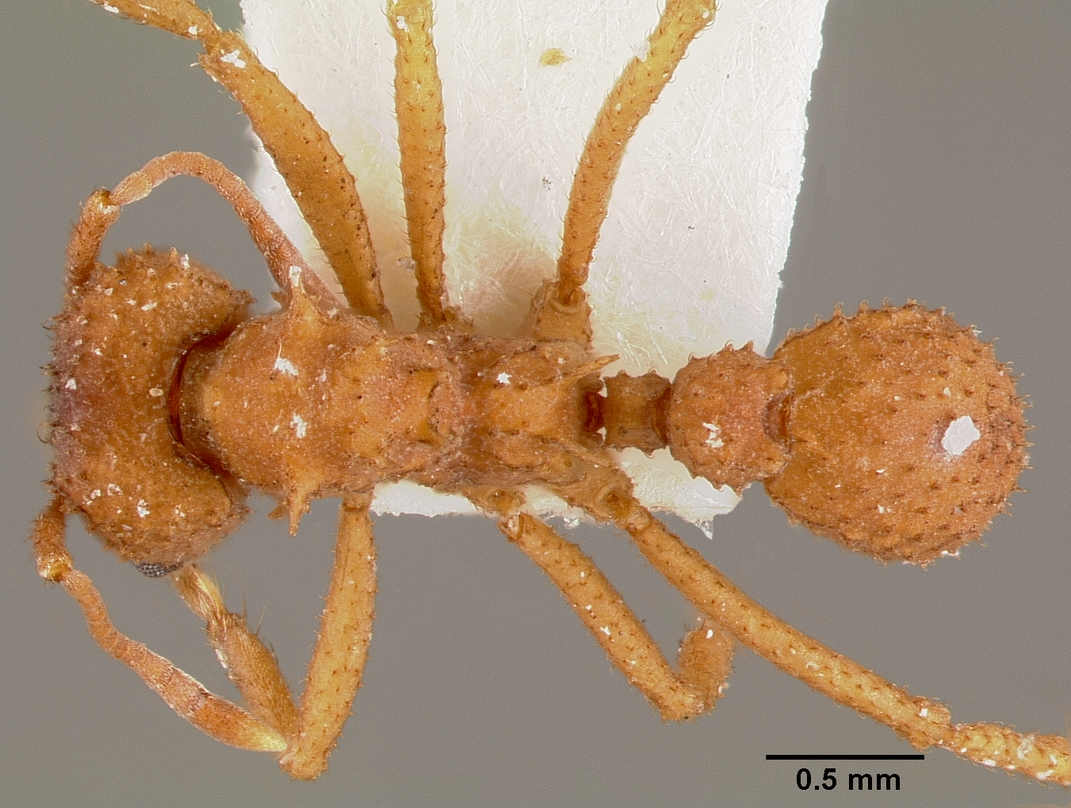
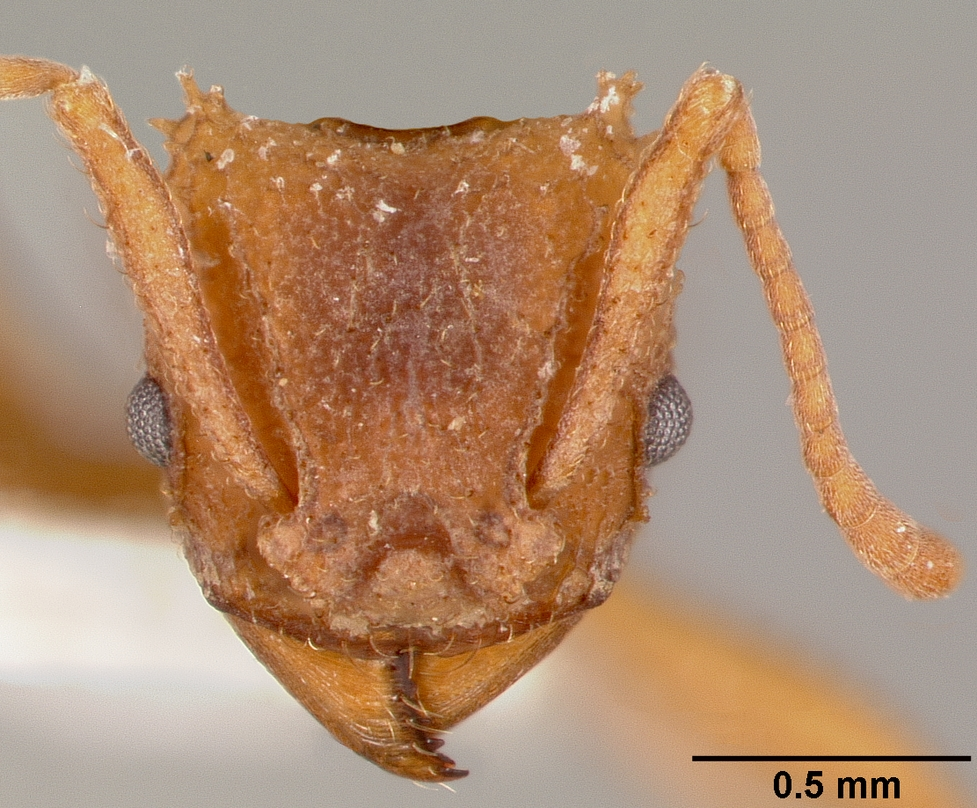
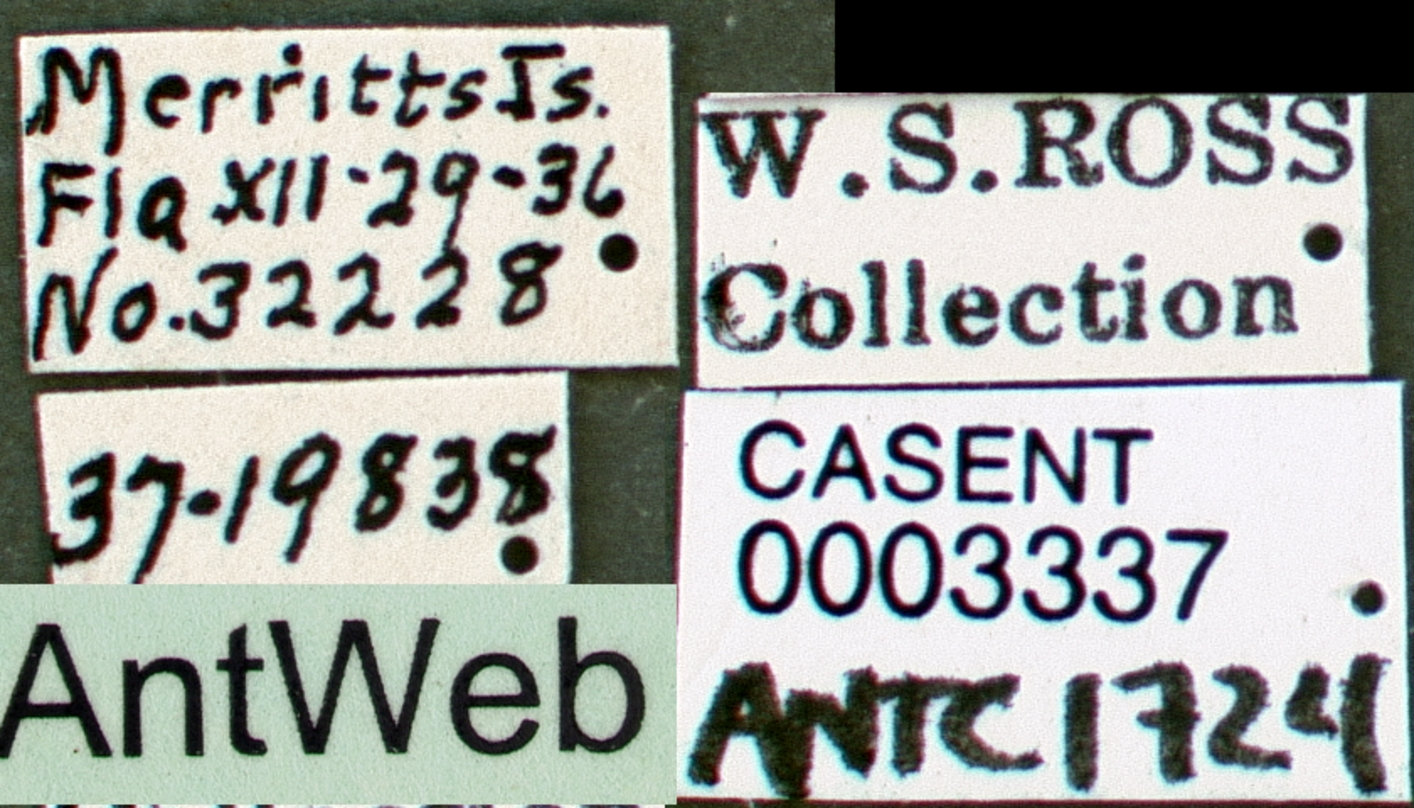
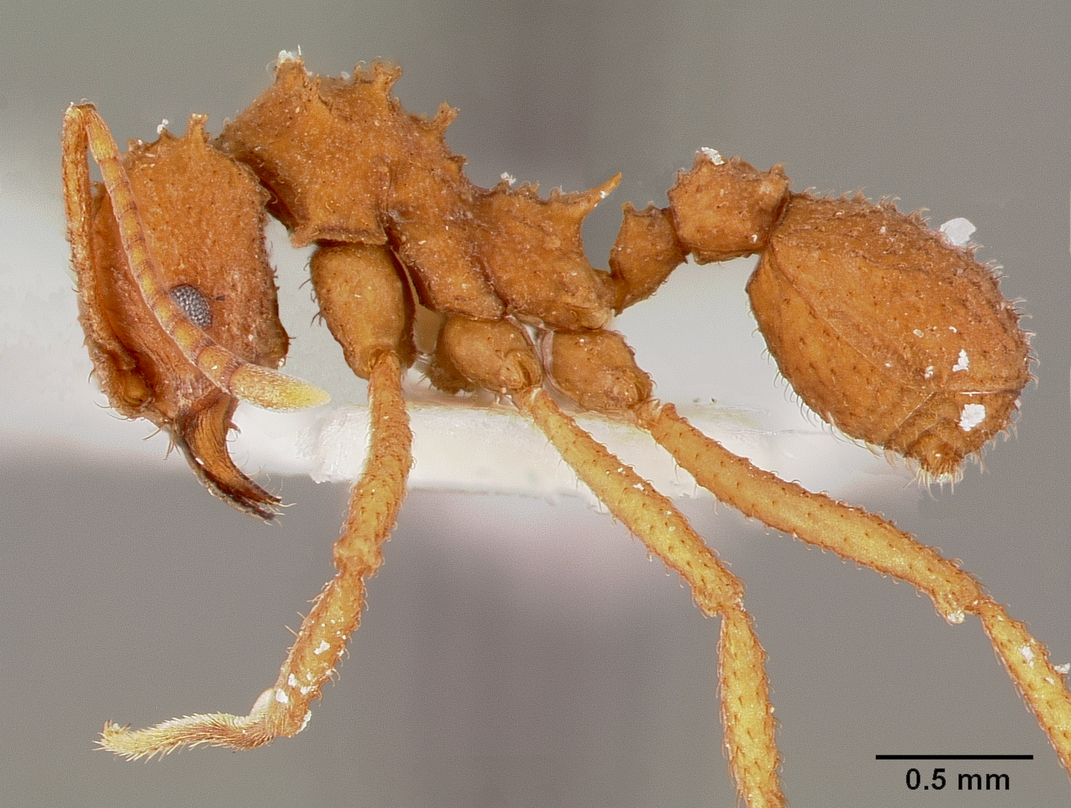
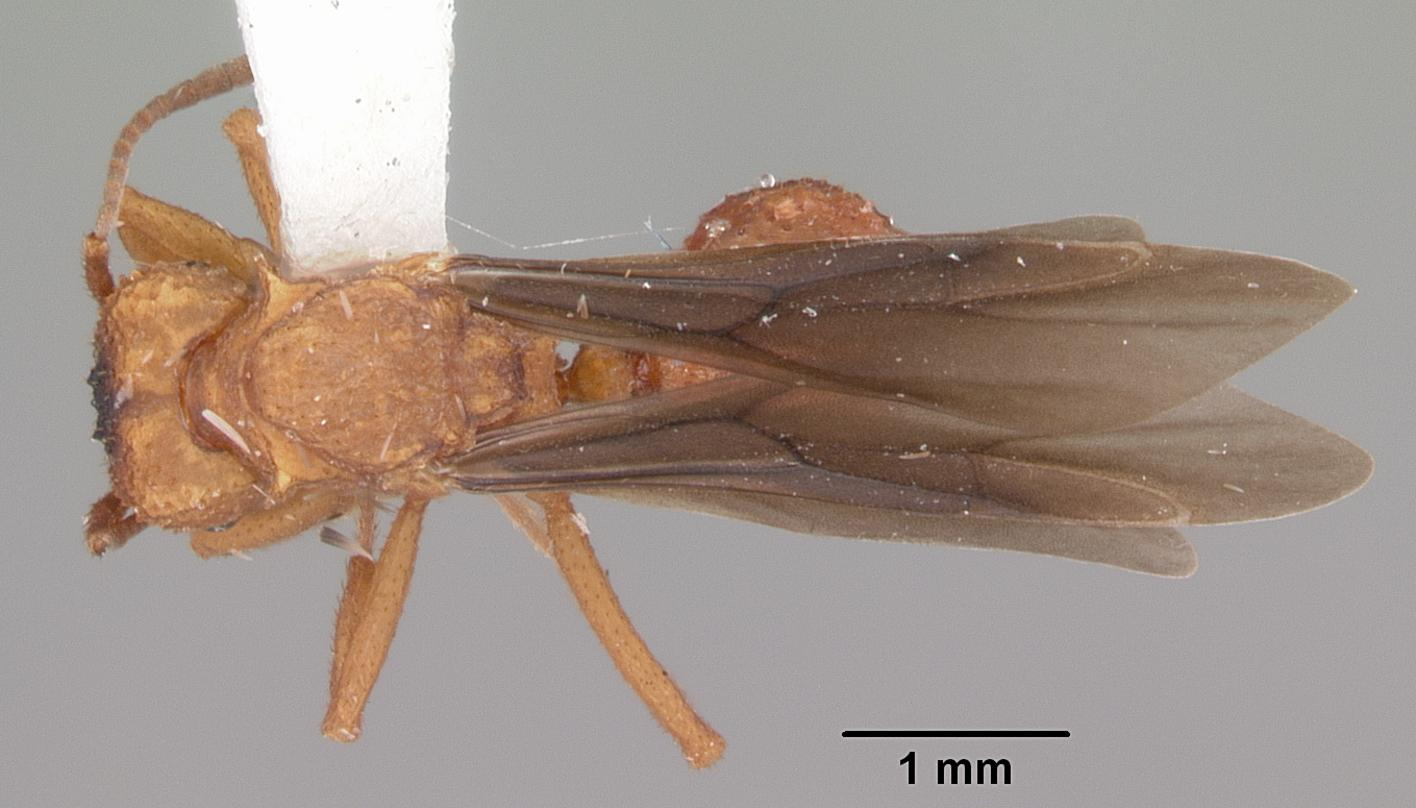
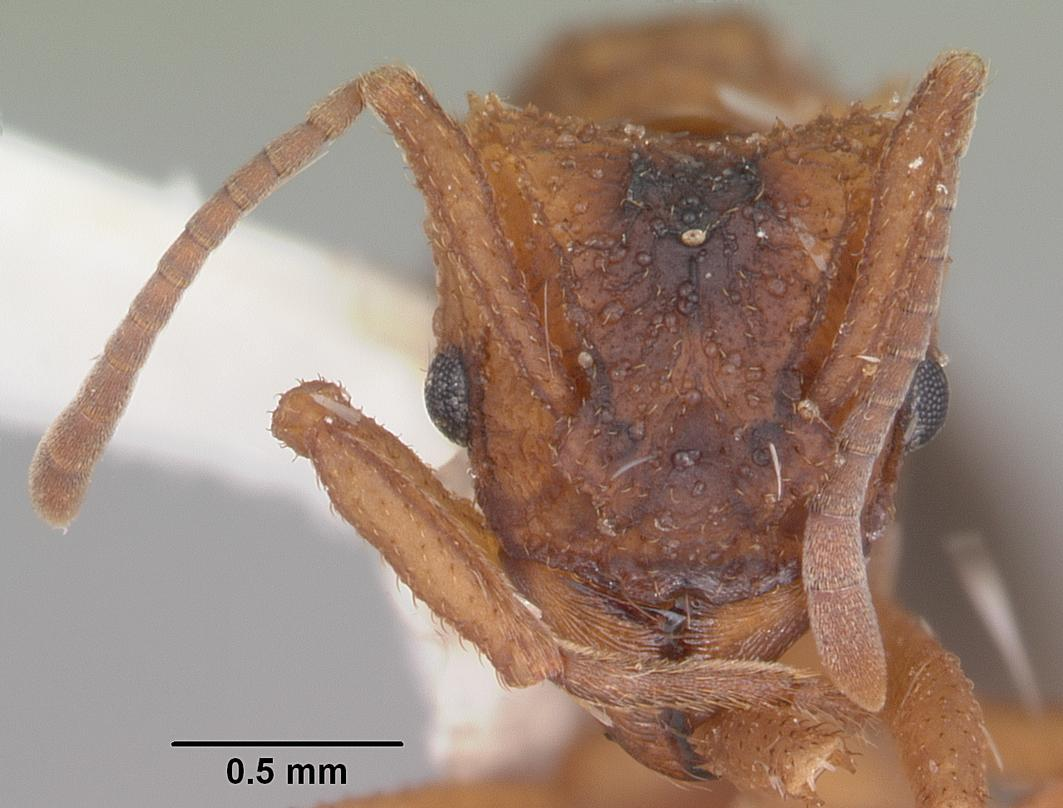